# Alis (Schiff)
Die Alis ist ein französisches Forschungsschiff des Meeresforschungsinstituts Ifremer.

## Allgemeines
Das Schiff wurde auf der Werft Piriou in Concarneau gebaut und im Juli 1987 abgeliefert. Es gehört dem Institut de Recherche pour le Développement, bereedert wird es von Genavir.
Das Schiff ist im französischen Überseegebiet Neukaledonien stationiert und wird für Forschungsfahrten im Südpazifik eingesetzt.
An Bord ist Platz für 18 Personen, 12 Besatzungsmitglieder und sechs Wissenschaftler. Das Schiff kann bis zu 18 Tage auf See bleiben.

## Technische Daten und Ausstattung
Der Antrieb des Schiffes erfolgt durch einen Viertakt-Sechzehnzylinder-Dieselmotor des Herstellers Deutz (Typ: SBA 16M816) mit 649 kW Leistung, der auf einen Verstellpropeller wirkt. Das Schiff erreicht eine Geschwindigkeit von 12 Knoten. Es ist mit einem Bugstrahlruder ausgestattet.
Für die Stromerzeugung stehen ein von der Hauptmaschine angetriebener Generator mit 96 kW Leistung (120 kVA Scheinleistung) und ein Dieselgenerator mit 68 kW Leistung (85 kVA Scheinleistung) zur Verfügung.
Das Schiff ist mit verschiedenen Winden sowie Sonar, Echolot und weiteren für die Forschung benötigten Geräten ausgerüstet. Auf der Backbordseite befindet sich ein Kran, der 2,5 t heben kann. Das Schiff verfügt über einen schwenkbaren Heckgalgen mit 5 t Hebekapazität. Als weiteres Hebewerkzeug ist ein zur Steuerbordseite schwenkbarer Portalkran, der eine Tonne heben kann, installiert.